# Kandované ovoce

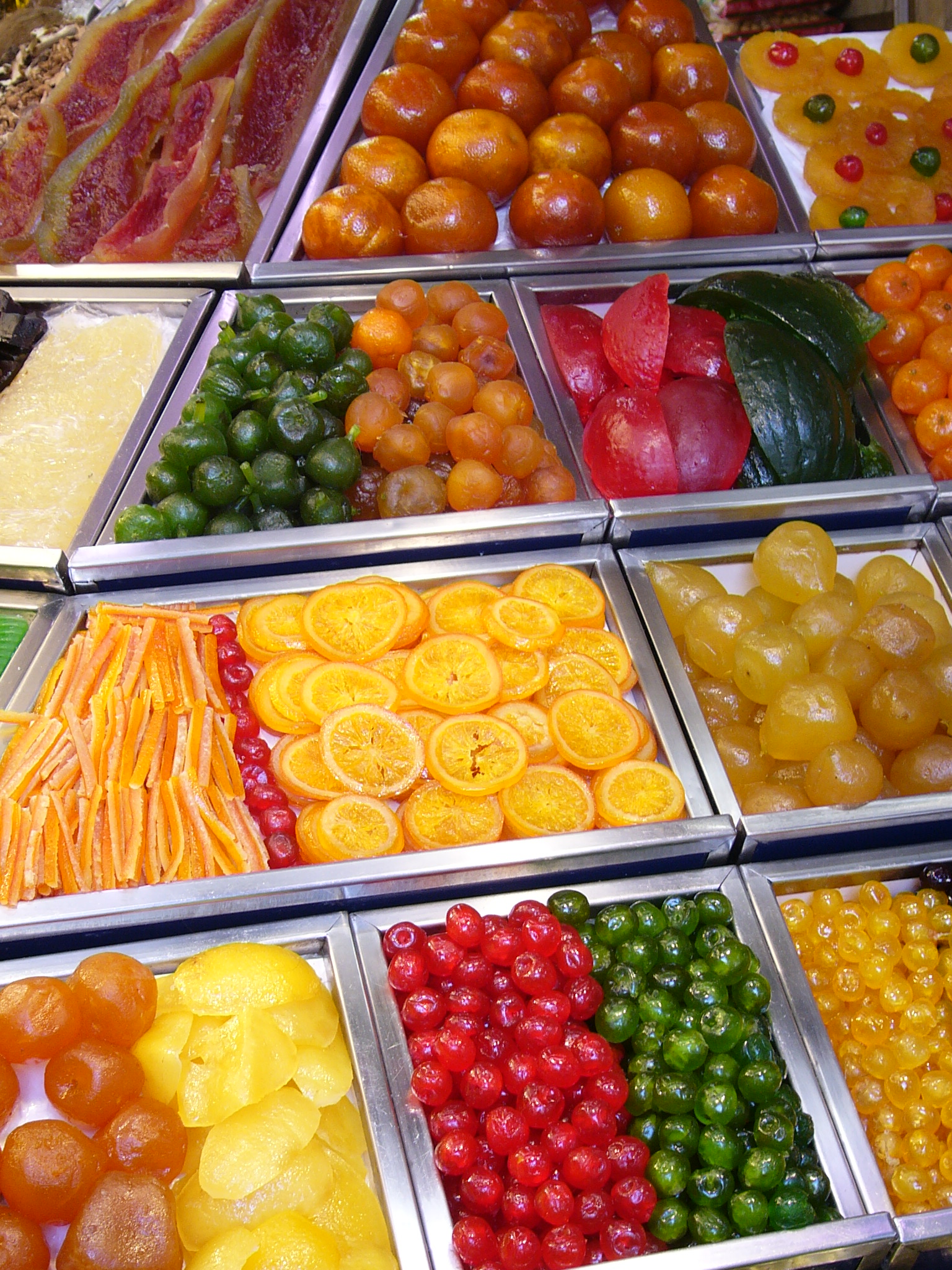
Kandované ovoce

Kandované ovoce je ovoce napuštěné cukrem. Tato úprava slouží ke konzervaci a děje se tak, že se povařené ovoce nechá několik dní máčet v cukernatém roztoku, který se postupně zahušťuje dalším cukrem, takže se koncentrace cukru v roztoku pohybuje od asi 30 do konečných 70–75 %. Celý proces trvá 6 až 10 dní podle druhu ovoce. Postupně se snižuje podíl vody v ovoci, což vytváří nepříznivé podmínky pro běžné mikroorganismy a kandované ovoce se tak při správném skladování nekazí. Kandované ovoce obsahuje vysoký podíl přidaného cukru a je proto velmi kalorické. Během kandování také ztrácí podstatnou část nutričních složek, takže konečný výsledek už v podstatě není konzervovaným ovocem, ale spíše cukrovinkou.
Nejčastěji se kanduje pomerančová kůra, třešně, dýně, švestky, cedrát, popř. další. Kromě ovoce se kandují i některé druhy zeleniny.
Kandované ovoce se využívá v cukrárenském průmyslu, ale i při domácím pečení. Je obvyklou složkou např. biskupského chlebíčku, marokánek nebo různých druhů vánočního cukroví.